# INOX-DEV-Wagen
Als INOX-DEV-Wagen wird eine von 1950 bis 1970 in mehreren Tranchen mit 406 Exemplaren beschaffte Serie von Personenwagen der französischen Staatsbahn SNCF bezeichnet, die aus rostfreiem Stahl gefertigt wurde. Hersteller der Wagen war Carel & Fouché.

## DEV-Programm
Bereits 1946 wurde das französische Wagen-Neubauprogramm DEV (division des études des voitures) zur Beschaffung zeitgemäßen Wagenmaterials aufgelegt. Dabei gab es zwei Fahrzeug-Varianten, eine aus Edelstahl (frz. acier inoxydable, Serie DEV INOX) und eine aus normalen Stahl (Serie DEV AO) gefertigt. Die Edelstahlwagen, die ab 1950 produziert wurden, besaßen einen Chrom-Nickel-Stahl-Wagenkasten mit den charakteristischen Seitenrippen nach einem Patent der amerikanischen BUDD-Company und waren nicht lackiert, sondern verblieben im Silber-Look bzw. „INOX-Look“.

### Typ „Inox courtes“
Hierbei handelt es sich um Tranchen aus den Jahren 1950, 1952, 1953 und 1954, die eine kürzere (frz. courte) Länge von 23,44 Meter besaßen. Die Wagenlänge blieb damit weit hinter der Standardlänge der Deutschen Bundesbahn von 26,4 Meter zurück, die für die neuen Schnell- und Eilzugwagen vorgesehen war.
Gefertigt wurden Wagen der Typen A8, A6D, A3B5, B9 A5s (Bar) und A7s (mit Raucherabteilen), die mit den damals in Europa üblichen Polstersitzen der ersten Wagenklasse (A) und der zweiten Wagenklasse (B) ausgestattet waren. Diese Abteilwagen waren zunächst unklimatisiert. 1953 wurde für den Expresszug Mistral eine klimatisierte Wagenserie mit 22 Stück erster und zweiter Klasse als Abteil- und Großraumwagen beschafft. Bei den Zügen Train Bleu und Flèche d’Or blieb es beim unklimatisierten Material.
Nachdem der Mistral zu einem TEE heraufgestuft wurde, erhielt er ein rotes Band zwischen Fensterober- und Dachkante mit der Inschrift Trans Europ Express. Diese Wagen gelangten, nachdem im Mistral neue Inox-Wagen der Serie Mistral 69 (die weitgehend der Serie PBA von 1964 glichen) eingesetzt wurden, von 1970 bis 1975 in die TEE-Zügen Goethe bzw. l' Arbalète von Frankfurt (Main) Hbf bzw. Zürich HB nach Paris Est.
Insgesamt wurden von dieser Serie inklusive zwei Exemplare aus dem Jahr 1955 genau 142 Wagen hergestellt.
Mit der Klassenreform von 1956 bei den europäischen Bahnen wurden die A3B5 und B9 und B5s-Wagen zur ersten Klasse A8 umklassiert. Später wurden aber die nunmehr A9 genannten Wagen zu B9 herabgestuft und die Inneneinrichtung geändert (acht statt sechs Sitze pro Abteil).

### Typ „Inox longues“

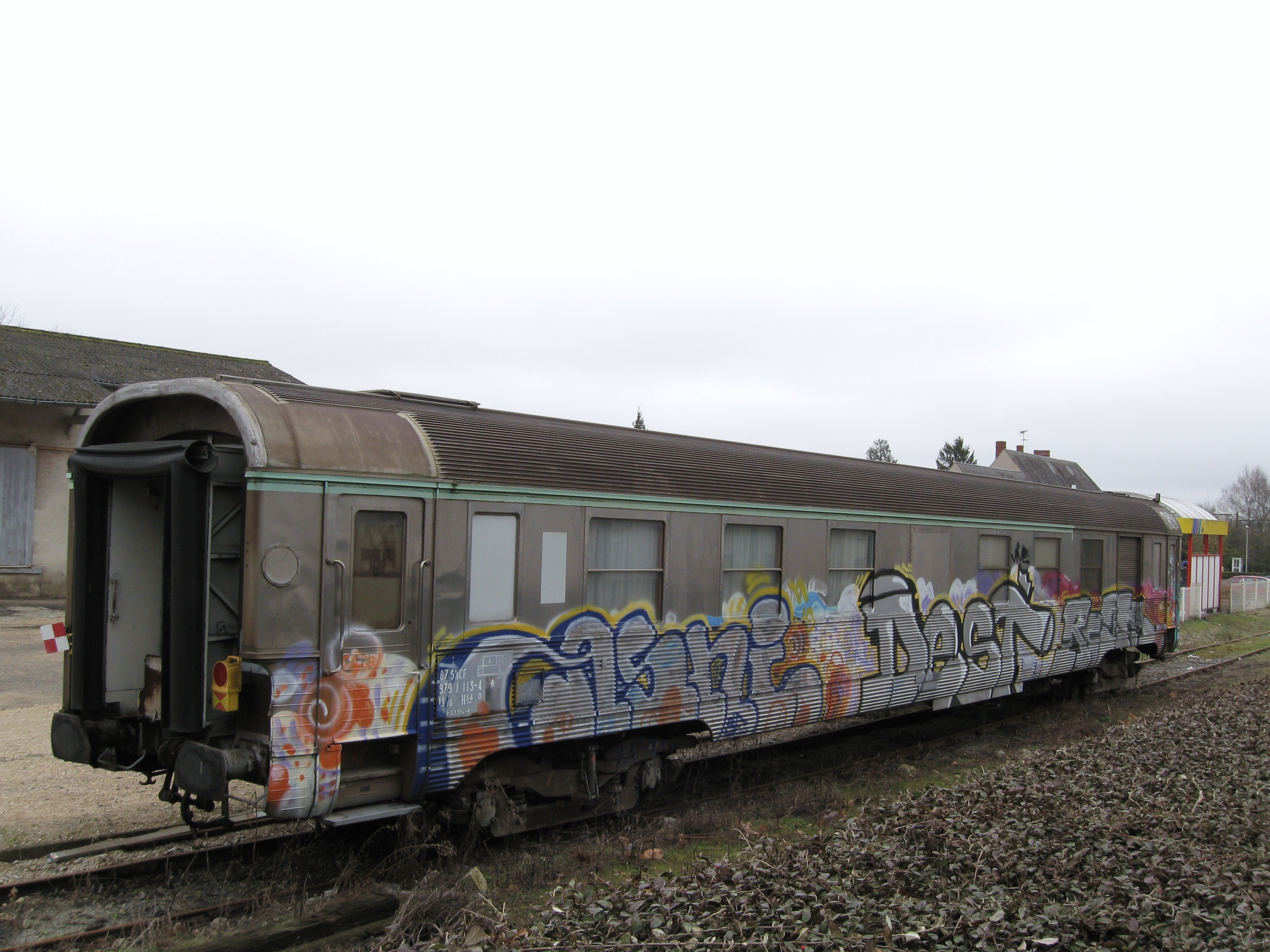
Langer Inox-Wagen des Typs A7D, mit Graffiti beschmiert auf einem Abstellgleis

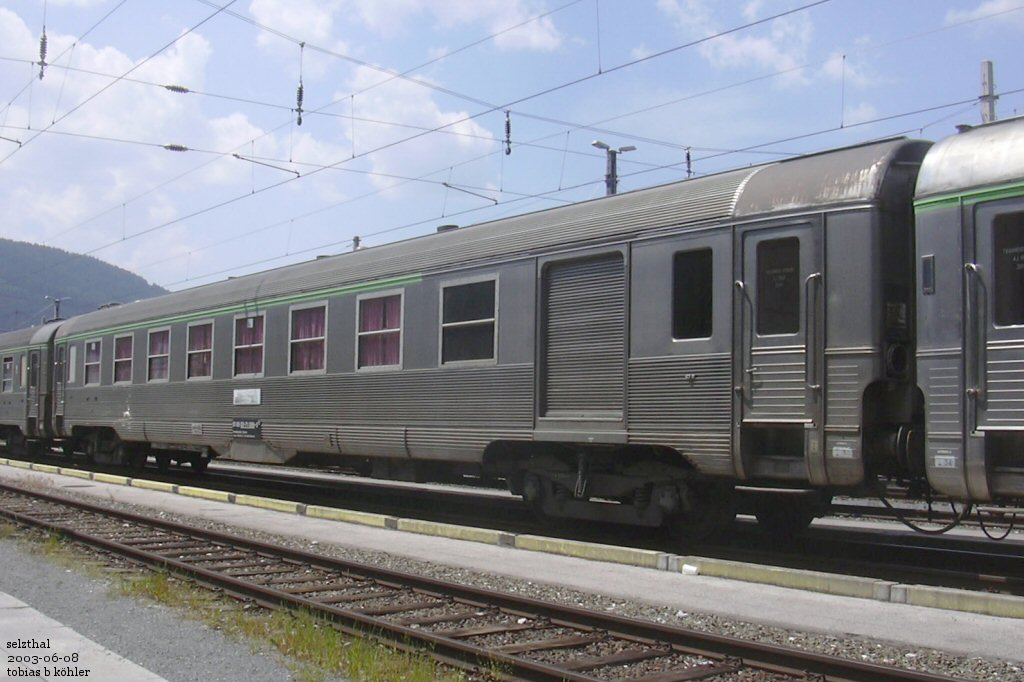
In Österreich erhaltener Halbgepäckwagen B6½Dtj

Ab 1955 wurden die Wagenkästen auf 25,09 Meter verlängert (frz. longue), was in der Praxis jeweils ein Abteil mehr bedeutet hatte. Weil 1956 in Europa das Klassensystem der Staatsbahnen umgestellt wurde, gab es auch neben Wagen der neuen ersten Klasse solche der gepolsterten zweiten Klasse mit acht Sitzen pro Abteil. Sonst waren sechs üblich. Von dieser Serie wurden in jährlichen Tranchen der Jahre 1955 bis 1964 sowie 1969 und 1970 insgesamt 264 Wagen beschafft. Gebaut wurden die Typen B10, A6s (Restaurant), A5s (Bar), A9s und A7Dt. (mit Gepäckabteil). Auch bei dieser Serie wurde ein Teil der A-Wagen in den 80er Jahren zu Wagen der zweiten Klasse umgebaut.
Der Einsatz beider Wagentypen erfolgte überwiegend in hochwertigen Expresszügen, später sogar im TEE-Verkehr in Zugläufen in die Schweiz, den Benelux und Deutschland. So sind auch auf der Strecke Paris Est–Frankfurt (Main) Hbf bis zur Ablösung durch Corail-Wagen ebenfalls Inox-Wagen zum Einsatz gekommen.

## Portugal
Auch die portugiesische Eisenbahn beschafften Wagen der INOX-Bauart mit Längen von 23,34 und 25,09 Metern ab 1954. Es handelte sich dabei um gemischtklassige Wagen erster und zweiter Klasse, die in Lizenz von Sorefame gebaut wurden. Diese wurden 1990 in Speisewagen und Bistrowagen mit erster Klasse umgebaut. In den 1960er und frühen 1970er Jahren baute Sorefame weitere Inox-Wagen, bekannt als „Sorefame-Wagen“, die von den französischen INOX-Wagen im Wesentlichen inspiriert waren, aber in einigen Konstruktionsmerkmalen abwichen.

## Israel
Gebrauchte französische INOX-Wagen wurden an die Israel Railways verkauft und waren dort noch in den 1990er Jahren im Einsatz.